# 7300 Yoshisada
A 7300 Yoshisada (ideiglenes jelöléssel 1992 YV2) a Naprendszer kisbolygóövében található aszteroida. Urata Takesi fedezte fel 1992. december 26-án.